# Aygek
Aygek är en ort i Armenien. Den ligger i provinsen Armavir, i den centrala delen av landet, 11 kilometer väster om huvudstaden Jerevan. Aygek ligger 951 meter över havet och antalet invånare är 1 095.
Terrängen runt Aygek är platt åt sydväst, men åt nordost är den kuperad. Runt Aygek är det mycket tätbefolkat, med 3 757 invånare per kvadratkilometer.. Närmaste större samhälle är Jerevan, 11,1 kilometer öster om Aygek. 
Runt Aygek är det i huvudsak tätbebyggt.